# Paterimitra pyramidalis
Paterimitra pyramidalis — викопний вид тварин ряду Tommotiida, що існував у пізньому кембрії (516—513 млн років тому). Разом з іншими представниками ряду Tommotiida, належить до базальної групи лофофорат, що близька до спільного предка мохуваток і плечоногих. Численні скам'янілі рештки виду знайдені у відкладеннях формації Доломіти річки Тодд в Південній Австралії.

## Опис
Відомий, переважно, з решток окремих склеритів, що робить попередні реконструкції організму надзвичайно гіпотетичними. Лише у 2009 році знайдено цілісний зразок тварини, який пролив світло на зовнішній вигляд тварини. Paterimitra вів сидячий спосіб життя, прикріплюючись підошвою до субстрату. Тіло мало вигляд перевернутого конуса. Тіло захищали дві вапнякові стулки. Тварина, ймовірно, була фільтратором — виловлювала органічні рештки з води.

## Оригінальний опис
- J. R. Laurie. 1986. Phosphatic fauna of the Early Cambrian Todd River Dolomite, Amadeus Basin, central Australia. Alcheringa 10(4):431-454